# Municipio de Rose Creek (Kansas)
El municipio de Rose Creek (en inglés: Rose Creek Township) es un municipio ubicado en el condado de Republic en el estado estadounidense de Kansas. En el año 2010 tenía una población de 108 habitantes y una densidad poblacional de 1,14 personas por km².

## Geografía
El municipio de Rose Creek se encuentra ubicado en las coordenadas 39°57′45″N 97°32′29″O / 39.96250, -97.54139. Según la Oficina del Censo de los Estados Unidos, el municipio tiene una superficie total de 94.51 km², de la cual 94,3 km² corresponden a tierra firme y (0,22 %) 0,21 km² es agua.

## Demografía
Según el censo de 2010, había 108 personas residiendo en el municipio de Rose Creek. La densidad de población era de 1,14 hab./km². De los 108 habitantes, el municipio de Rose Creek estaba compuesto por el 99,07 % blancos y el 0,93 % eran de una mezcla de razas. Del total de la población el 0,93 % eran hispanos o latinos de cualquier raza.